# Porphyrinia rhodocraspis
Porphyrinia rhodocraspis är en fjärilsart som beskrevs av Druce 1909. Porphyrinia rhodocraspis ingår i släktet Porphyrinia och familjen nattflyn. Inga underarter finns listade i Catalogue of Life.